# The Armory (Key West, Florida)

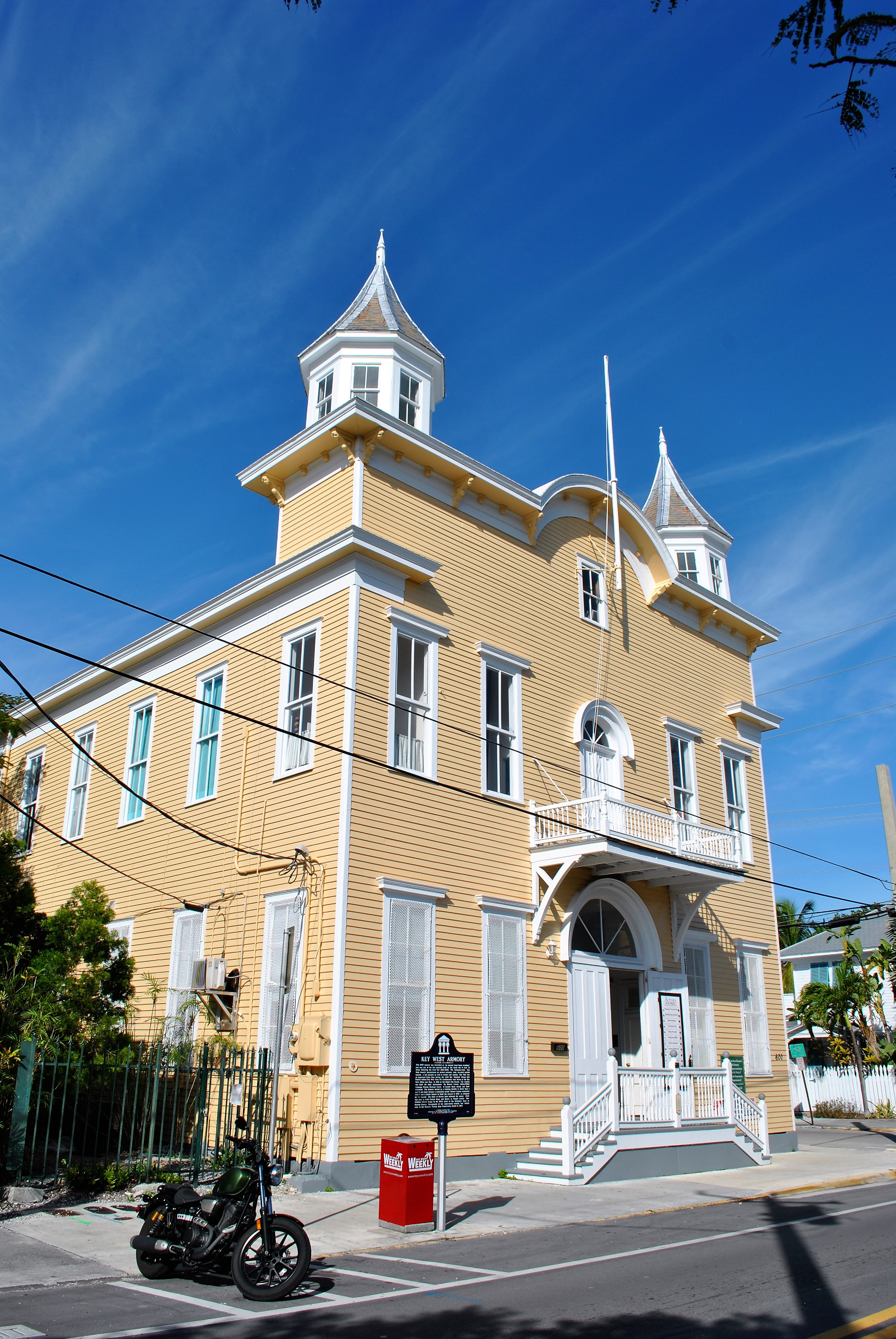
The Armory (März 2017)

The Armory ist eine ehemalige Einrichtung der US-Nationalgarde bzw. einer Gruppierung hiervon an der Adresse 600 White Street (Ecke White Street und Southard Street) in Key West auf den Florida Keys im US-Bundesstaat Florida. Das Gebäude wurde vom Architekten T. F. Russell geplant und unter dem Baumeister John Thomas Sawyer (1853–1930) im Jahre 1901 fertiggestellt. Seit 11. März 1971 befindet sich das Gebäude im National Register of Historic Places. Das eigene Wohnhaus Sawyers, das Sawyer-Navarro House in der 426 Elizabeth Street in Key West, wurde bereits ein Jahr zuvor in das Register aufgenommen.
Ein weiteres herausragendes Beispiel für den Baustil von Architekt Russell war das Hauptgebäude von William Curry’s Sons, dessen Gründer William Curry einst der reichste Mann Floridas war, und das ebenfalls in Key West stand, ehe es in den frühen 1960er Jahren durch ein Feuer niederbrannte. Erst kurz vor dem Brand hatte es das Florida Board of Parks and Historic Memorials als erhaltungswürdig, sowie als mögliches Denkmal eingestuft.

## Geschichte

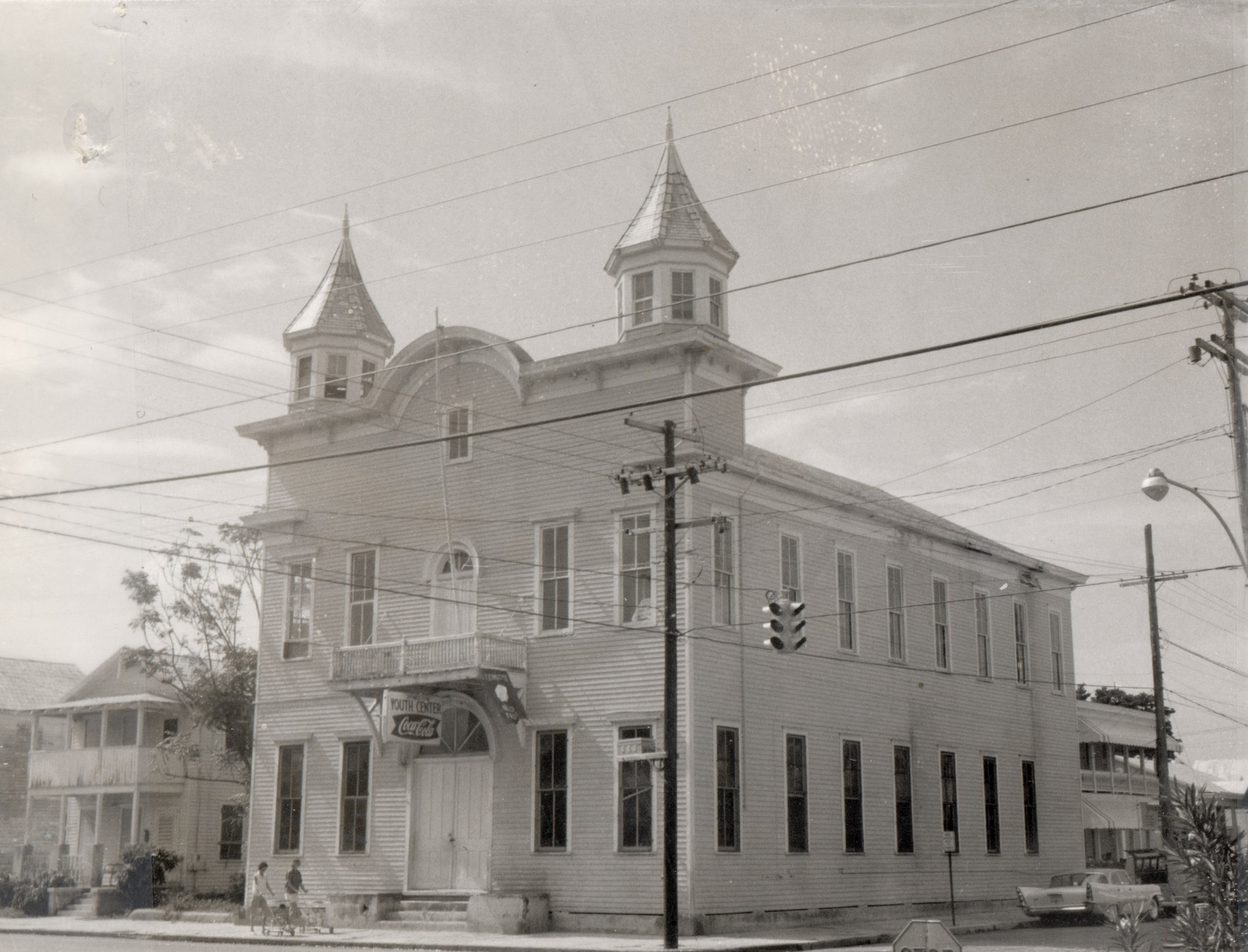
The Armory Mitte der 1960er Jahre.

Das Arsenal wurde im Jahre 1901 nach Planung durch den Architekten T. F. Russell unter der Leitung des Baumeisters John Thomas Sawyer (1853–1930) im Jahre 1901 fertiggestellt. Das Grundstück für die The Armory wurde erst im gleichen Jahr vom Monroe County gekauft. Es sollte Militäreinheiten bei deren Training und Übungen unterstützen und als Bereitschaft der lokalen militärischen Reserven dienen. In Key West gab es bereits ab dem Frühjahr 1877 eine freiwillige Militärkompanie mit damals 80 Mitgliedern; die sogenannten Key West Rifles. Diese wurden allerdings nicht professionell geführt und lösten sich, kurz nachdem das große Feuer vom 1. April 1886 in Key West ihre komplette Ausrüstung zerstört hatte, auf. Zwei Jahre später, am 9. Mai 1888, gründete sich eine neue 32 Mann starke Kompanie mit dem Namen Island City Guards, die bereits professioneller agierte und die im weiteren Verlauf der Zeit zur Company 1 des Second Regiment of Infantry der Florida State Troops wurde. Diese gingen in weiterer Folge in der Nationalgarde der Vereinigten Staaten auf.
Zwei Jahre nach dem Bau ging der Besitz des Gebäudes im Jahre 1903 nach eine Regelung des Supreme Court of Florida, die besagte, dass der Staat für die Versorgung und Ausstattung von Arsenalen verantwortlich sei, vom County an den Staat Florida über, der wiederum die Kosten hierfür an das County refundierte. Dieses Geld wurde daraufhin in den Ausbau der County Road, die heute unter dem Namen Flagler Avenue bekannt ist, investiert. In weiterer Folge beherbergte das Haus jahrelang die Truppen und deren Ausrüstung und diente auch in Zeiten des Ersten und Zweiten Weltkrieg als Trainingseinrichtung und Schulungszentrum. Danach fungierte es zeitweilig als Community Center für die Gemeinde von Key West. Nachdem in den 1950er und 1960er Jahren zahlreiche zum Teil auch historische Gebäude in Key West abgerissen oder verunstaltet wurden und ein neuer Baustil, sowie moderne Architektur Einzug hielt, drohte im Laufe der Jahre auch The Armory der Abriss. Obwohl in Key West im Vergleich zu anderen Städten des Landes in dieser Zeitperiode keine großen Bauarbeiten stattfanden und kaum neue Gebäude entstanden, nagte doch der Zahn der Zeit an den Gebäuden, wobei vor allem das Zentrum der Old Town rund um den historischen Hafen in den 1970er Jahren von vielen leerstehenden Gebäuden geprägt war. Vereinzelt brannten diese Gebäude im Laufe der Zeit oder wurden stark vernachlässigt und teilweise dem Verfall preisgegeben.
Erst nachdem man auf den Tourismus als wohl eine der wichtigsten Industrien auf den Keys achtete und die Wichtigkeit der Bewahrung der historischen Bauten erkannte, konnte ein Umschwung bzw. ein Umdenken erreicht werden. Nachdem bereits im Jahre 1959 die Stadtverwaltung die heute (Stand: 2017) noch immer existierende Old Island Restoration Commission, die sich für den Erhalt der historischen Architektur in der Old Town einsetzt, gegründet wurde, fielen dennoch einige Gebäude einem Abriss zum Opfer. Im Jahre 1968 wurde schließlich das Convent of Mary Immaculate, ein großes und architektonisch signifikantes Gebäude, das im Jahre 1857 errichtet wurde, ohne viel Aufmerksamkeit zu erregen, abgerissen. Dies brachte zum Teil auch den Unmut der lokalen Bevölkerung zum Ausdruck, was zu einem Wiederaufleben der Bewegung, die sich für Gebäudeerhaltung einsetzte, führte. Bereits im darauffolgenden Jahr 1969 sollte mit The Armory ein weiteres historisches Bauwerk, das sich mittlerweile bereits in einem fortgeschrittenen Stadium der Baufälligkeit befand, abgerissen werden.
Nachdem der County Commissioner Joseph „Joe“ Bernard Allen junior (1914–2006) von diesen Pläne erfahren hatte, konnte mit Hilfe von William Roberts vom Repräsentantenhaus von Florida ein Gesetzgebungsakt in Kraft treten, der die Gründung einer sogenannten Preservation Commission, deren Aufgabe es ist, historisch wertvolle Gebäude und Gebiete (sogenannte Historic Districts) in Key West zu identifizieren und unter Denkmalschutz zu stellen, zur Folge hatte. Des Weiteren kümmerte sich die Kommission auch um die Beschaffung von Geldmitteln, um Gebäude restaurieren zu können. Dies wurde in weiterer Folge auch The Armory zu teil, die daraufhin am 11. März 1971 ins National Register of Historic Places aufgenommen wurde. Zum Zeitpunkt der Aufnahme ins Register galt es als heruntergekommen, was auch beigelegte Fotos aus dieser Zeit beweisen. Bemängelt wurde unter anderem auch, dass es im Laufe der Jahre vernachlässigt und durch Vandalismus beschädigt, aber aufgrund eines im Jahre 1969 oder 1970 erstellten Gutachtens als restaurierungswürdig eingestuft wurde.
Im Jahr 2006 eröffneten The Studios of Key West hier ihren ersten Standort, um einer neuen Künstlergemeinde Platz für Kreativität zu geben. Weiters fanden hier seitdem professionelle Workshops, sowie andere kreative und kulturelle Veranstaltungen statt. Nachdem es bis zum Jahre 2014 Hauptsitz dieser Institution war, übersiedelte ebendiese im Jahre 2015 in ein anderes Gebäude an der Adresse 533 Eaton Street. Eine Künstlergruppe mit dem Namen Artists at the Armory verblieb jedoch bis heute im Gebäude.

## Baustil
Das als unüblicher Holzrahmenbau bezeichnete Gebäude im Italianate-Stil war eines der wenigen Arsenale im Bundesstaat Florida bzw. allgemein in den Südstaaten, da die finanziellen Mittel nach dem Amerikanischen Bürgerkrieg noch immer als sehr bescheiden galten. Das Gebäude hat eine Grundfläche von 62 × 90 Fuß und wurde im bereits genannten Italianate-Stil bzw. im neugotischen Stil auf einem gemauerten Fundament errichtet. Die ersten beiden Stockwerke beanspruchen die komplette Grundfläche des Gebäudes an der Eckparzelle und sind mit einem Satteldach abgedeckt. Das sehr schmale oberste Stockwerk befindet sich lediglich an der Front des Gebäudes und wird von zwei kleinen Türmen mit leicht konisch zulaufendem Kegeldach in der linken, sowie der rechten Hausecke gesäumt. Jeder der beiden Türme weist sechs Seiten mit ebenso vielen Fenstern auf und gewährt in gewisser Weise eine Rundumsicht.
Die Fassade weist den Haupteingang mit hölzernen Doppeltüren auf, der anfangs über einen gemauerte Treppe mit drei Stufen erreichbar war, aber ab den 1970er Jahren mehrmals abgeändert wurde. In den 1970er oder frühen 1980er Jahren wurde die Treppe um ein metallenes Geländer an beiden Seiten erweitert, das heute (Stand: 2017) allerdings ebenfalls nicht mehr existiert. Heute existiert eine fünfstufige Treppe, deren Verlauf nach zwei Seiten gleichzeitig ist, wobei die Stufen die gleiche Breite beibehalten. An der Vorderseite der Treppe befindet sich nun ein Geländer aus Holz. Oberhalb der Türöffnung befindet sich im gewölbten Gesims ein Oberlicht aus Klarglas. Oberhalb der Treppe und des Haupteingangs befindet sich im auf der zweiten Ebene ein kurzer hölzerner Balkon, der sich im Prinzip über den gesamten Eingangsbereich erstreckt. Die Tür zum Balkon ähnelt der Tür des darunterliegenden Haupteingangs und weist ebenfalls ein Oberlicht auf, fiel aber im Gegensatz zur Haupteingangstür kleiner aus. Das Gesims des Satteldachs des Stockwerks umfasst die beiden langen Seiten des Gebäudes und enden in einem kurzen Gesimsabschnitt (engl. cornice return) an der vorderen Fassade. Das Gesims des obersten Stockwerks ist etwas aufwendiger gestaltet und weist einen Mittelbogen, unter dem sich ein Fenster an der Frontfassade befindet, auf. Während das Gesims im Stockwerk tiefer ohne Verzierungen auskommt, wurde in dieser Etage Augenmerk auf ebendiese Verzierungen gelegt.
Vom genannten kleinen Fenster an der Frontfassade erreicht man auch den hier befindlichen Fahnenmast, der jahrelang bis zum kleinen Balkon über den Haupteingang gereicht hatte, heute (Stand: 2017) allerdings bis in etwa der Höhe des kleinen Fensters reicht und ein Aufziehen der Fahne ermöglicht. Über den Haupteingang des Gebäudes kommt man in eine Lobby, von der man über eine Treppe auf beiden Seiten in die nächsthöhere Etage kommt. Von der Lobby führt außerdem eine Doppeltür in die dahinterliegende 70 Fuß lange Drill hall, den Exerziersaal, die den Rest der ersten Etage umfasst. Ein großer Bogen in der Mitte des Raumes stützt die hohe Decke. An den beiden Längsseiten der Halle befinden sich zudem noch Balkone, die damals für die Zuschauer der hier stattfindenden Militärdrills errichtet wurden. Die nächsthöhere Etage ist in diverse Räume aufgeteilt und umfasst Tagungsräume, Büros und Lagerräume für die Ausrüstung der damaligen Truppen. Des Weiteren befinden sich an den Fassaden des Gebäudes zahlreiche hohe Schiebefenster, die genügend Licht und Frischluft in die beiden Stockwerke des Hauptteils des Gebäudes bringen. An den beiden langen Seiten des Gebäudes finden sich jeweils sieben Fenster in der unteren und acht Fenster in der oberen Etage. An der Vorderseite des Gebäudes befinden sich zusätzlich noch vier dieser hohen Schiebefenster.
Bis zur Aufnahme ins National Register of Historic Places am 11. März 1971 dürften, laut dem damaligen Vermerk, nur geringfügige Änderungen am Gebäude, seit dessen Errichtung 70 Jahre zuvor, vorgenommen worden sein.